# Église baptiste Sangha du Bangladesh
L’Église baptiste Sangha du Bangladesh (anglais : Bangladesh Baptist Church Sangha) est une association chrétienne évangélique d'églises baptistes au Bangladesh. Elle est affiliée à l’Alliance baptiste mondiale. Son siège est situé à Dacca.

## Histoire

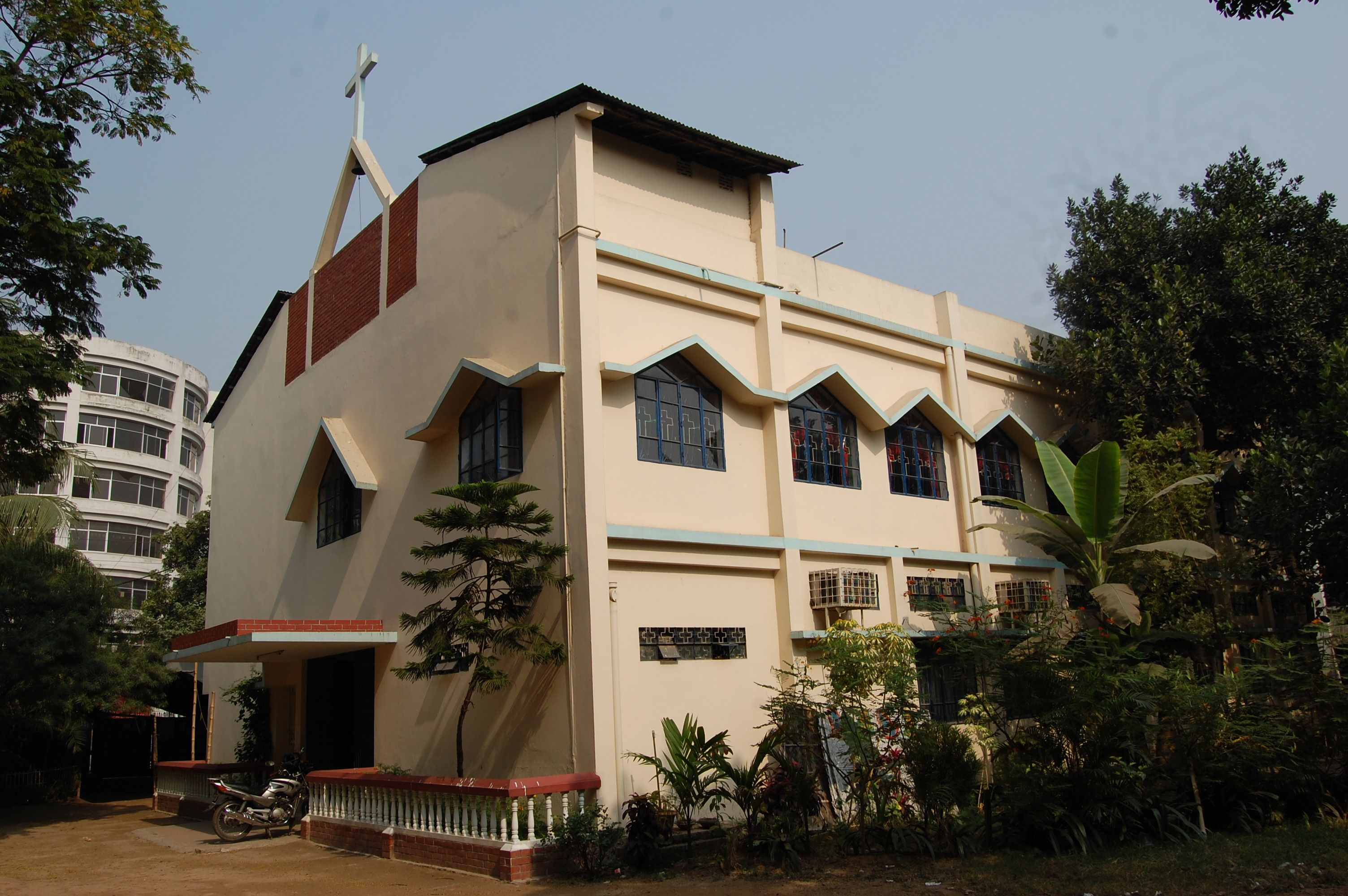
Siège de l’Église à Dacca.

L’Église baptiste Sangha du Bangladesh a ses origines dans une mission britannique de la Société missionnaire baptiste en 1793. Elle est officiellement fondée en 1935 sous le nom de Bengal Baptist Union. En 2001, elle prend le nom de Bangladesh Baptist Church Sangha. Selon un recensement de l’association, en 2023 elle disait avoir 389 églises et 26,447 membres.

## Écoles
La convention compte 64 écoles primaires, 3 secondaires affiliées .
Elle compte un institut de théologie affilié, l'Académie de théologie baptiste de Dhaka .

## Services de santé
La convention a 1 hôpital, le Christian Hospital Chandraghona, et 3 centres de santé .